# Oxyethira anabola
Oxyethira anabola är en nattsländeart som beskrevs av Blickle 1966. Oxyethira anabola ingår i släktet Oxyethira och familjen smånattsländor. Inga underarter finns listade i Catalogue of Life.